# Orologio radiocontrollato

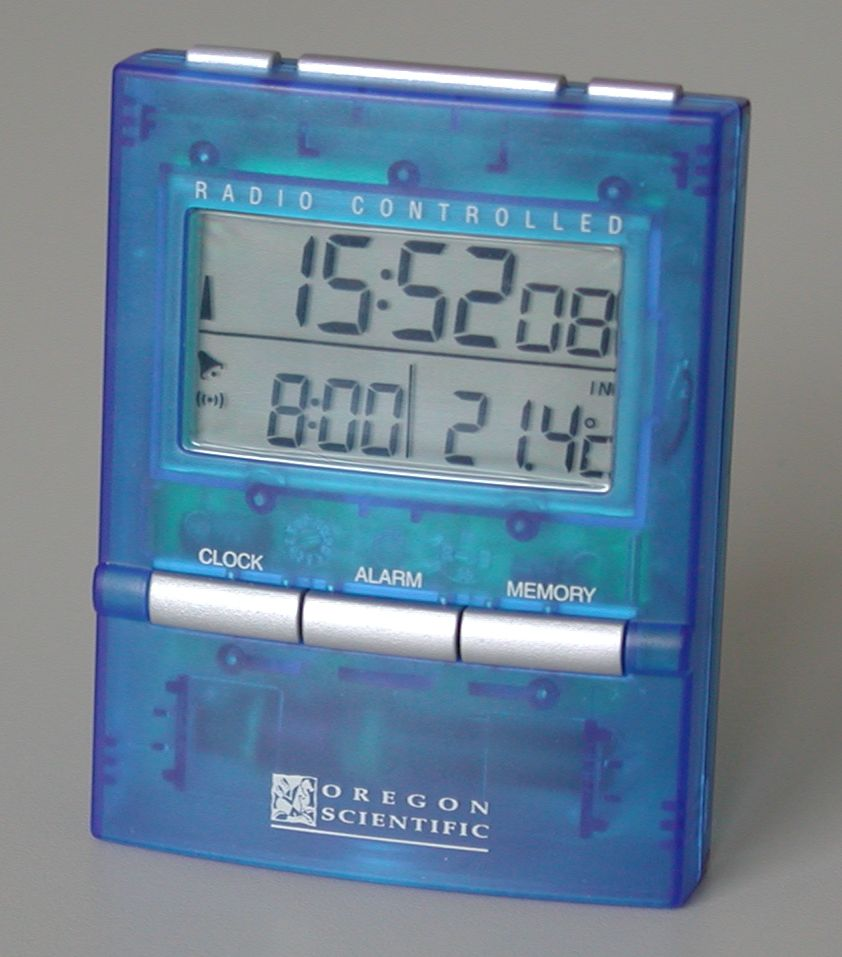
Orologio radiocontrollato Oregon Scientific

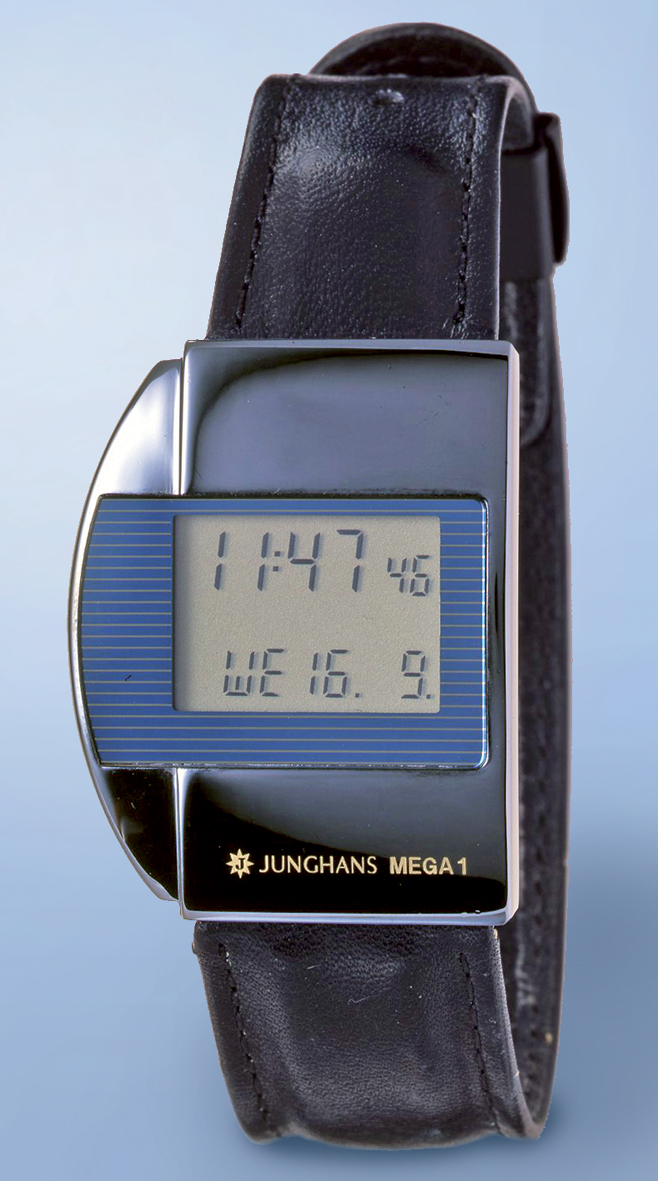
Junghans MEGA 1 (digital)

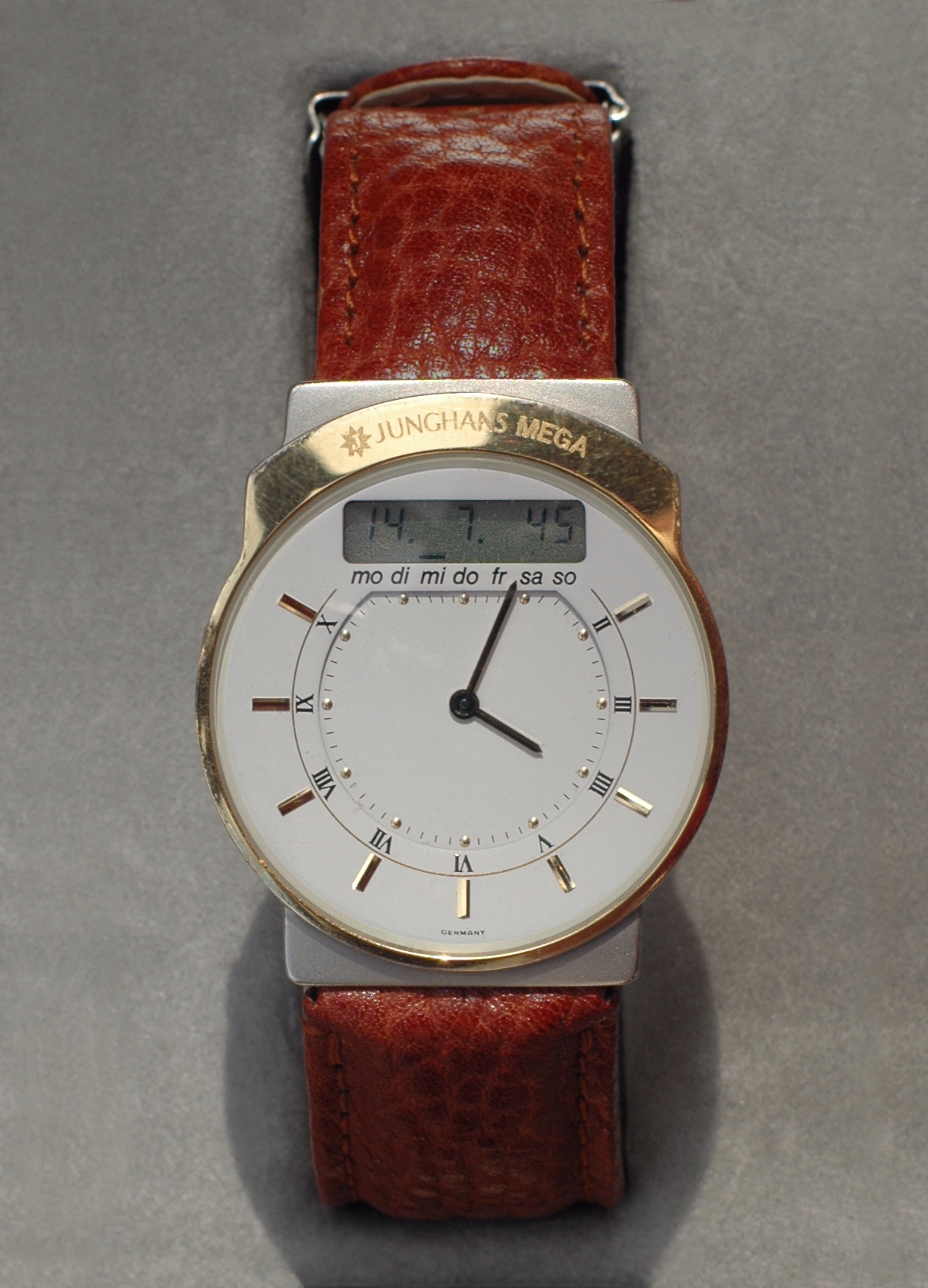
Junghans Mega (analog)

Un orologio radiocontrollato è un orologio mantenuto sincronizzato via radio con un riferimento di tempo standard come un orologio atomico.
L'orologio solitamente dispone di un proprio riferimento interno, di solito un oscillatore al quarzo, che permette all'orologio di funzionare anche in assenza del segnale radio.

## Segnale radio terrestre
Gli orologi sincronizzati tramite onde radio inviate da una stazione terrestre raggiungono un'accuratezza di circa 1 millisecondo rispetto al tempo standard, dipendente comunque da imprecisioni e variazioni nelle condizioni di propagazione radio.
Le stazioni specializzate nel fornire questo servizio hanno le seguenti caratteristiche:
- La frequenza della portante del canale radio usato è correlata alla frequenza standard.
- Un tono speciale identifica l'inizio della codifica dei secondi.
- Permettono di calcolare un intervallo di tempo.
- Diffondono le esatte coordinate geografiche dell'antenna per consentire il calcolo del tempo di propagazione.

Alcuni servizi presenti in diverse aree della Terra sono:

### Italia
In Italia la Rai diffonde il segnale orario sulle reti radiofoniche e televisive, intercalato alle normali trasmissioni. Il segnale è riconoscibile dalla sequenza di sei bip prima dell'annuncio vocale dell'ora esatta. L'ultimo bip indica il momento dello scoccare del minuto. Il particolare suono che precede i bip è una modulazione digitale a due toni che codifica l'orario ufficiale italiano, fornito dall'INRIM. Appositi circuiti elettronici possono decodificare questi dati.
A causa dell'avvento delle trasmissioni digitali che possono avere ritardi anche di alcuni secondi, il segnale SRC radiotrasmesso non è più idoneo a garantire un'accurata disseminazione del tempo: pertanto la Rai ha annunciato la cessazione della trasmissione del segnale prodotto dall'INRIM irradiato dalle predette trasmissioni digitali dal 31 dicembre 2016, sostituendolo con un segnale autoprodotto che non garantisce la stessa accuratezza inferiore a 1 secondo.

### Germania

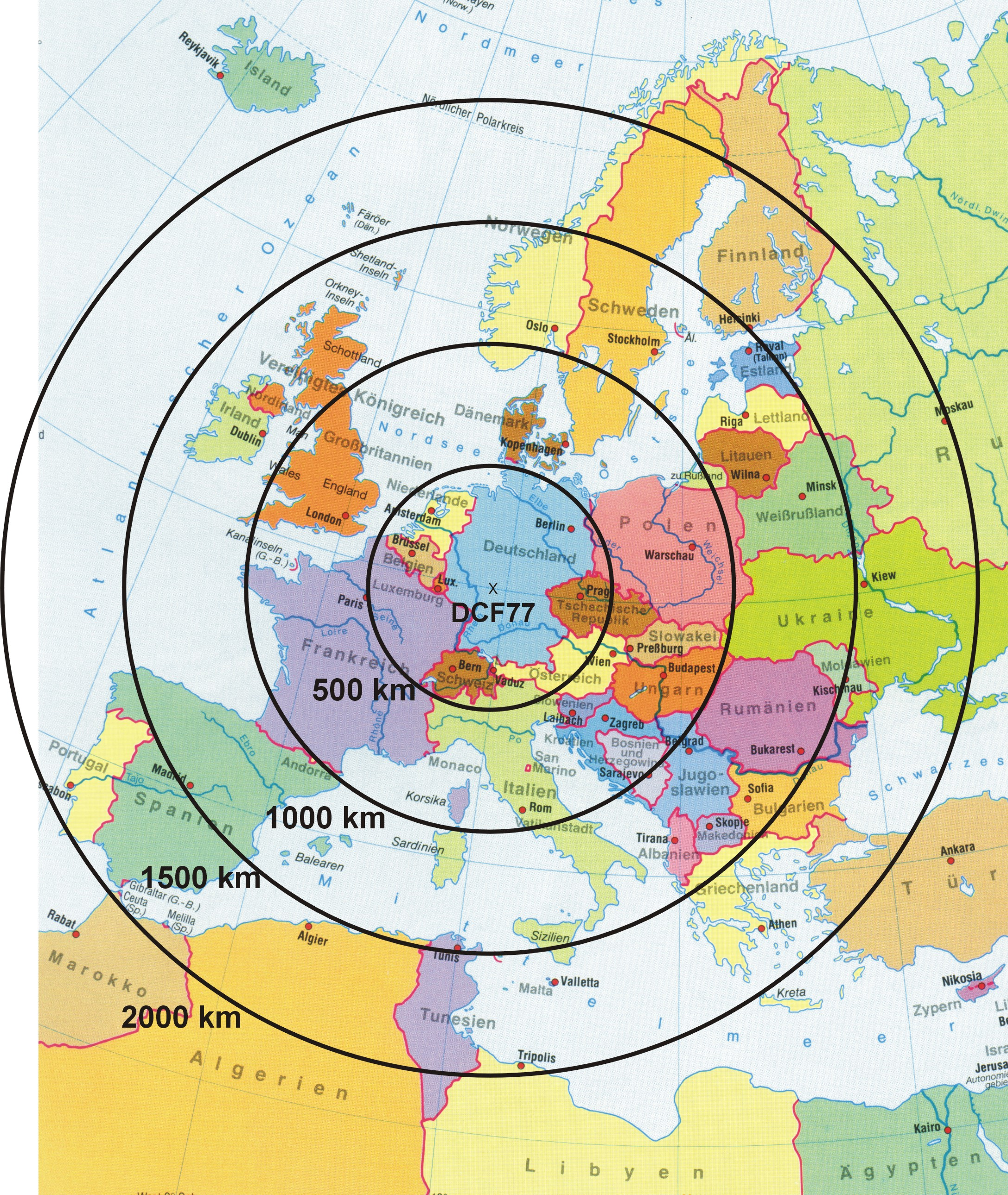
La zona di ricezione del segnale DCF77 (~ 2 000 km)

Il segnale è irradiato dalla stazione DCF77 in onde lunghe sui 77,5 kHz (3868 m) a Mainflingen, 25 km di distanza da Francoforte sul Meno.
Si tratta di un segnale largamente utilizzato in Italia.
Il segnale dell'orologio atomico ivi presente è ricevibile abitualmente da una distanza di 500 km ma, a seconda delle caratteristiche atmosferiche di propagazione, è captabile fino a 1000 km.
Oltre tale distanza la sincronizzazione è sporadica.
Sono usati due trasmettitori da 50 kW indipendenti in modo da garantire la continuità del servizio.

### Stati Uniti NIST
Il segnale prodotto dagli orologi del NIST sono trasmessi in onde lunghe a 60 kHz, potenza 50 kW e con una semplice codifica BCD. L'informazione oraria è anche letta da voci computerizzate e trasmessa su appositi canali radio.

### Gran Bretagna MSF
La stazione MSF trasmette dal 1º aprile 2007 il campione di tempo e frequenza in onde lunghe alla frequenza di 60 kHz a cura del National Physical Laboratory (NPL) dalla stazione di Anthorn, Cumbria, in sostituzione di quello già trasmesso dalla stazione nei pressi di Rugby. Il trasmettitore è gestito da VT Communications per conto del NPL. La BBC trasmette dal 1924 sulle sue reti un segnale derivato dall'ora standard di Greenwich.

### Svizzera
Fino alla dismissione del servizio, nel 2011, il tempo standard svizzero era trasmesso dalla stazione HBG di Prangins a 75 kHz. Il codice usato era compatibile con quello della stazione tedesca DCF77.

## Lista di segnali radio terrestri
| Frequenza | Nome  | Paese       | Luogo                         | Potenza |
| --------- | ----- | ----------- | ----------------------------- | ------- |
| 40 kHz    | JJY   | Giappone    | Monte Otakadoya, Fukushima    | 50 kW   |
| 60 kHz    | MSF   | Regno Unito | Anthorn, Cumbria              | 17 kW   |
| 60 kHz    | JJY   | Giappone    | Monte Hagane, Kyūshū          | 50 kW   |
| 60 kHz    | WWVB  | Stati Uniti | Fort Collins, Colorado        | 70 kW   |
| 66,66 kHz | RBU   | Russia      | Ėlektrougli, Oblast' di Mosca | 10 kW   |
| 68,5 kHz  | BPC   | Cina        | Xi'an                         |         |
| 75 kHz    | HBG   | Svizzera    | Prangins, Canton Vaud         | 20 kW   |
| 77,5 kHz  | DCF77 | Germania    | Mainflingen, Europa           | 50 kW   |
| 162 kHz   | TDF   | Francia     | Allouis                       | 800 kW  |
| 2,5 MHz   | BPM   | Cina        | Xi'an                         |         |
| 2,5 MHz   | WWV   | Stati Uniti | Fort Collins, Colorado        | 2,5 kW  |
| 2,5 MHz   | WWVH  | Stati Uniti | Kekaha, Hawaii                | 5 kW    |
| 3,33 MHz  | CHU   | Canada      | Ottawa, Ontario               | 3 kW    |
| 5 MHz     | BPM   | Cina        | Xi'an                         |         |
| 5 MHz     | WWV   | Stati Uniti | Fort Collins, Colorado        | 10 kW   |
| 5 MHz     | WWVH  | Stati Uniti | Kekaha, Hawaii                | 10 kW   |
| 7,85 MHz  | CHU   | Canada      | Ottawa, Ontario               | 10 kW   |
| 10 MHz    | BPM   | Cina        | Xi'an                         |         |
| 10 MHz    | WWV   | Stati Uniti | Fort Collins, Colorado        | 10 kW   |
| 10 MHz    | WWVH  | Stati Uniti | Kekaha, Hawaii                | 10 kW   |
| 14,67 MHz | CHU   | Canada      | Ottawa, Ontario               | 3 kW    |
| 15 MHz    | BPM   | Cina        | Xi'an                         |         |
| 15 MHz    | WWV   | Stati Uniti | Fort Collins, Colorado        | 10 kW   |
| 15 MHz    | WWVH  | Stati Uniti | Kekaha, Hawaii                | 10 kW   |
| 20 MHz    | WWV   | Stati Uniti | Fort Collins, Colorado        | 2,5 kW  |

## Sistema Loran
La precisissima frequenza di trasmissione del sistema di navigazione LORAN-C può essere usata per la sincronizzazione dell'ora, a condizione di correggere con misure indipendenti lo scostamento rispetto al tempo standard.

## Sistemi satellitari
In alcuni orologi l'ora è ricevuta dal Global Positioning System, che offre un valore più preciso rispetto alle trasmissioni terrestri. Il sistema GPS combina il tempo fornito da diversi orologi atomici installati a bordo dei satelliti del sistema, e una rete di stazioni terrestri determina e corregge gli errori. Poiché il tempo è ricavato contemporaneamente da diverse sorgenti, l'orologio può automaticamente compensare i ritardi di propagazione ed altri problemi, arrivando ad una accuratezza inferiore al microsecondo in condizioni ideali.
In modo simile al GPS sono utilizzabili il sistema russo GLONASS e il sistema europeo Galileo.

## RDS
Il sistema RDS, utilizzato per trasmettere brevi informazioni testuali ed altri servizi da parte delle radio commerciali, è in grado di trasmettere il segnale orario con un'accuratezza inferiore al secondo, ma non sempre le stazioni che trasmettono l'RDS utilizzano a loro volta segnali orari di riferimento accurati.

## Altri sistemi
- Telefonia mobile: alcuni servizi di telefonia mobile, tra cui CDMA di Qualcomm prevedono la trasmissione di un segnale temporale di alta qualità.
- Portanti radio: alcune stazioni in onde lunghe hanno la frequenza della portante sincronizzata con una frequenza di riferimento standard. Per esempio la BBC Radio 4 alla frequenza di 198 kHz e Radio France a 162 kHz.
- Televideo: il servizio per la trasmissione di testo sui televisori include l'ora esatta.
- Telefono: componendo appositi numeri di servizio si può ascoltare l'annuncio dell'orario. Telecom Italia offre il servizio in Italia al numero 42161 a pagamento[1].
- Internet: diversi standard consentono di trasmettere il tempo standard via internet, tenendo conto dei ritardi ed errori di comunicazione. Il più diffuso è il Network Time Protocol.